# Theater zum westlichen Stadthirschen
Das Theater zum westlichen Stadthirschen wurde 1982 von Absolventen des Studiengangs Schauspiel der Hochschule der Künste Berlin gegründet, unter ihnen die spätere Dramatikerin Elfriede Müller sowie die Schauspielerin und Autorin Adriana Altaras. Das Theater hat in Berlin zunächst im eigenen Domizil in der Kreuzbergstraße, seit dem Jahr 2000 an unterschiedlichen Spielorten und auf Gastspielreisen bislang über 60 Produktionen gezeigt. Es wurde 1984 bis 2008 von der Berliner Senatskulturverwaltung subventioniert. 
Neben der Entwicklung von Eigenproduktionen zu frei gewählten Themenkomplexen (Kindheit, Reisen, Tod, Jazz, Zeit) galt und gilt die Aufmerksamkeit der Präsentation von selten gespielten, neu zu entdeckenden oder zu Unrecht vergessenen Theater-Autoren (Achternbusch, Stein, Handke, Zschokke, Jelinek, Carrington, Fels, Durringer, Crimp, Lagarce u. a.). Parallel dazu gibt es immer wieder den Zugriff auf „zeitlose“ Stoffe und Stücke der klassischen Moderne (Artus-Sage, Shakespeare, Gombrowicz, Pirandello, Horváth, Gilgamesch-Epos). 
In letzter Zeit hat sich das Theater auf die szenische Einrichtung von Prosatexten (Bradbury, Bobrowski, Kristof, Bober, Bove, Josipovici, Wittkop, Poe, Soucy) spezialisiert und verfolgt daneben zunehmend unterschiedliche Ansätze dokumentarischen Theaters („Jonteff“, „sexualité...“, „Großstadt-Notizen“, „Speeches“, „Gespräche mit Schizophrenen“, „Das Zarte wird ja immer überdroht“, „Die Flieger“). 
Schauspielerische Erfindungslust, szenische Reduktion und bildnerische Abstraktion kennzeichnen die für den Stadthirschen charakteristischen Inszenierungen, bei deren Erarbeitung auf größtmögliche Transparenz zwischen allen am Entstehungsprozess Beteiligten nach wie vor großer Wert gelegt wird. Über die Jahre waren die künstlerisch Verantwortlichen dabei immer bestrebt, sich inhaltlich nicht in einer bestimmten Richtung festzulegen, sondern sich eine im besten Sinne produktive Unberechenbarkeit zu bewahren.